# AVCA National Freshman of the Year (NCAA Division I)
Pallavoliste premiate come AVCA Freshman of the Year

## Elenco
| Stagione | Giocatrice          | Squadra             |
| -------- | ------------------- | ------------------- |
| 1995     | Demetria Sance      | Texas               |
| 1996     | Kerri Walsh         | Stanford            |
| 1997     | Yarleen Santiago    | Arkansas            |
| 1998     | Kristee Porter      | UC Los Angeles      |
| 1999     | Logan Tom           | Stanford            |
| 2000     | April Ross          | Southern California |
| 2001     | Stacey Gordon       | Ohio State          |
| 2002     | Kimberly Glass      | Arizona             |
| 2003     | Kanoe Kamana'o      | Hawaii              |
| 2004     | Sarah Pavan         | Nebraska            |
| 2005     | Nicole Fawcett      | Penn State          |
| 2006     | Megan Hodge         | Penn State          |
| 2007     | Juliann Faucette    | Texas               |
| 2008     | Kelly Murphy        | Florida             |
| 2009     | Lauren Cook         | UC Los Angeles      |
| 2010     | Deja McClendon      | Penn State          |
| 2011     | Haley Eckerman      | Texas               |
| 2012     | Živa Recek          | Florida             |
| 2013     | Ebony Nwanebu       | Southern California |
| 2014     | Alexandra Frantti   | Penn State          |
| 2015     | Hayley Hodson       | Stanford            |
| 2016     | Kathryn Plummer     | Stanford            |
| 2017     | Dana Rettke         | Wisconsin           |
| 2018     | Heather Gneiting    | Brigham Young       |
| 2019     | Magdaléna Jehlářová | Washington State    |
| 2020     | Emily Londot        | Ohio State          |
| 2021     | Alexis Rodriguez    | Nebraska            |
| 2022     | Mimi Coyler         | Oregon              |
| 2023     | Olivia Babcock      | Pittsburgh          |
| 2024     | Isabella Starck     | Penn State          |